# Gustave Lanson
Achille Alexandre Gustave Marie Lanson, nascido em 5 de agosto de 1857 em Orléans e falecido em 15 de dezembro de 1934 em Paris, foi um historiador literário e crítico literário francês que incentivou uma abordagem objetiva e histórica das obras

## Biografia

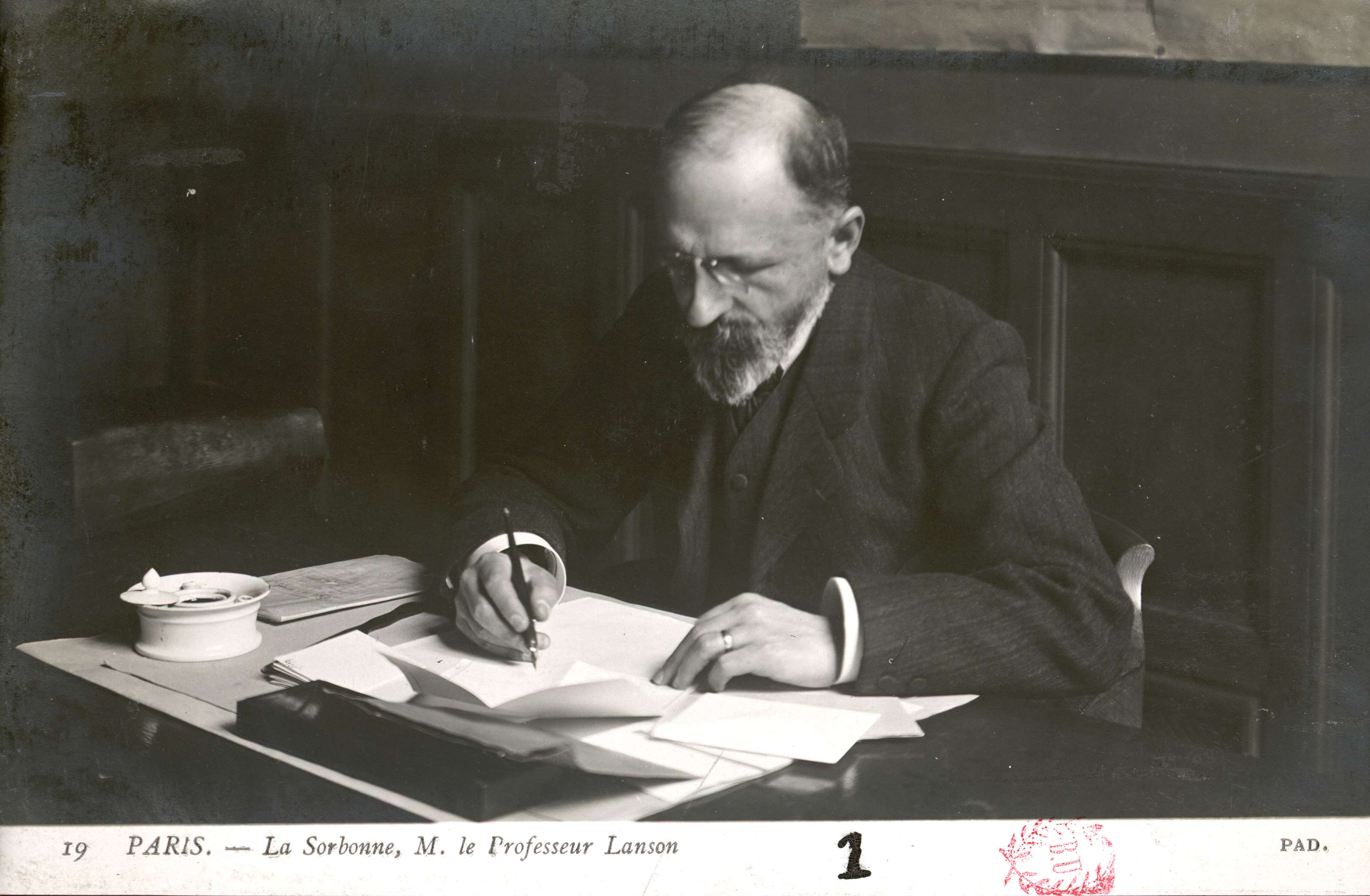
A Sorbonne. Professor Lanson (Biblioteca da Sorbonne, NuBIS)

Ele foi premiado com o terceiro lugar na École Normale Supérieure em 1876, e virou doutor em letras em 1887. Foi professor temporário de retórica no Lycée de Bayonne (1879), no Lycée de Moulins (1880) e depois no Lycée de Rennes (1881). Encarregado, como suplente, das funções de professor no liceu de Toulouse (1882) e depois, foi nomeado professor divisional no liceu Charlemagne em 1886 e tutor do Colégio Russo tribunal em 1886. Também foi professor de retórica no Lycée Michelet em 1888, depois no Lycée Charlemagne em 1890 e no Lycée Louis-le-Grand em 1894. Foi substituto de Brunetière em duas de suas palestras no ÉNS (1894-95 e 1896-1900). Tornou-se professor de eloquência francesa na Faculdade de Letras de Paris em 1904. De 1910 a 1913, foi assessor do reitor da Faculdade de Letras de Paris.
Gustave Lanson foi diretor da École Normale Supérieure de 1919 a 1927. Ele tenta persuadir Maurice Genevoix a retomar os estudos lá, a fim de se apresentar para o concurso de agregação. Este se recusa, a fim de empreender a redação de seu testemunho de guerra.
Figura importante na reforma do sistema universitário francês e na crítica literária até meados do século XX, interessou-se pelas influências sociais e opôs-se às ideias de Hippolyte Taine. Aparece como precursor da sociocrítica. Atribuía especial importância à dissertação e à explicação do texto, ajudando a fazer dessas leituras minuciosas um exercício pedagógico e uma instituição ainda vigente no ensino das letras. Em relação à reforma do sistema universitário, ele faz campanha por um acesso mais igualitário para meninas e meninos aos estudos. Embora apoiando a lei Camille Sée, ele se manifestou a favor da abolição de um sistema dual, argumentando em 1906, quando Marie Curie foi admitida como titular de uma cadeira de ensino superior.
Sua História da literatura francesa (1894) tem autoridade. Escreveu numerosos estudos sobre as obras de Bossuet, Corneille, Voltaire ou Lamartine, que procurou situar no seu contexto histórico e segundo a sua biografia . Neste mesmo volume, dedicou páginas importantíssimas a Honoré de Balzac, onde definiu a parte de realismo de sua obra e a parte de romantismo  .
Ele é frequentemente considerado o fundador da história literária como disciplina. Publicou com Paul Tuffrau um Manual Ilustrado de História da Literatura Francesa (1929).
Durante sua carreira, ele também colaborou com várias revistas, como a Revue bleue, a Revue historique, a Revue des Deux Mondes, a Revue d'histoire littéraire de la France, a Revue de Paris, a Revue de metaphysique et de morale  .
Sua influência diminuiu durante o século XX: a nova crítica liderada por Roland Barthes venceu seu apego ao autor e ao determinismo sócio-histórico no estudo das obras literárias.
Em 1931, foi nomeado Grande Oficial da Legião de  .

## Família
Gustave Lanson é filho de Louis Gustave Lanson, fabricante de luvas, e de Alexandrine Louise Marie Bonneau. Em 1888 casou-se com Alice Caroline Legendre, irmã do médico Paul Legendre / Le Gendre (1854-1936).

## Obras
- Nivelle de La Chaussée e a Comédia Chorosa, Hachette, 1887
- História da literatura francesa, Hachette, 1894, 1182 p.
- Manual ilustrado da história da literatura francesa (em colaboração com P.Tuffrau)
- Manual bibliográfico da literatura francesa moderna (1500-1900) (também em CD-ROM)
- Esboço de uma história da tragédia francesa
- A arte da prosa
- Corneille, machadinha
- Ensaios de Montaigne : estudo e análise
- O Marquês de Vauvenargues
- Teatro clássico no tempo de Alexandre Hardy
- Boileau, Hachette, 1892
- homens e livros : Estudos Morais e Literários, 1896
- Estudos práticos em composição francesa, Hachette, 1898
- Bossuet : Estudo e Análise, 1899
- Escolha de cartas do XVII XVII século, Hachette, 1901
- As Origens do Drama Contemporâneo. Nivelle de La Chaussée e a comédia lacrimosa , 1903
- Voltaire, Hachette, 1906
- Escolha de cartas do xviii XVIII século, Hachette, 1909
- Trechos de filósofos XVIIIséculo XVIII século, Hachette, 1909
- Conselhos sobre a arte de escrever, Hachette, 1913
- História Ilustrada da Literatura Francesa, Hachette, 1923
- Voltaire : cartas filosóficas, 2 vols., 1924
- Métodos de História Literária, 1925
- Ensaios de Montaigne. Estudo e Análise, Mellottée, 1929
- Voltaire : extratos, Hachette, 1930
- Montesquieu, 1932
- cartas selecionadas do XVII 17 E século 18 séculos, Hachette, 1932